# Сериков (село)
Се́риков (укр. Сіриків, Сірикове) — село на территории Варвинского района Черниговской области (Украина). Расположено на реке Журавка.

## История
Хутор Сериков основан в XIX веке. Находился в составе Антониевской волости 1-го стана Пирятинского уезда. В 1923—1930-х годах входил в состав Вавринского района Прилуцкого округа.

## Население
Согласно переписи 1925 года хутор имел 44 двора, численность населения составляла 208 жителей. В 1930 году в хуторе было 47 дворов и 229 жителей. По переписи населения СССР 1989 года численность наличного населения села составляла 21 человек (7 мужчин и 14 женщин). В 1996 году — 11 дворов, 14 жителей. По переписи населения Украины 2001 года в селе проживало 7 жителей.